# Classificazione dei virus
La classificazione dei virus è il processo attraverso cui i virus vengono denominati e inseriti in un sistema tassonomico. Similmente al sistema di classificazione utilizzato per gli organismi cellulari, la classificazione dei virus è soggetta a dibattito continuo. Ciò è dovuto principalmente alla natura incerta dei virus, che non sono stati definitivamente classificati né come organismi viventi né come non viventi. Per questo, non rientrano perfettamente nella classificazione biologica utilizzata per gli organismi cellulari.
I virus sono classificati principalmente in base a caratteristiche fenotipiche, quali morfologia, tipo di acido nucleico, modo di replicazione, organismo ospite e patologia. Sono due i principali schemi attualmente in uso per la classificazione dei virus, il sistema dell'International Committee on Taxonomy of Viruses (ICTV) e la Classificazione di Baltimore.

## Classificazione dell'ICTV
La Commissione Internazionale per la Tassonomia dei Virus cominciò a elaborare e applicare le regole per la nomenclatura e la classificazione dei virus nei primi anni novanta, e continua ancora oggi. L'ICTV è l'unico organo incaricato dall'International Union of Microbiological Societies (IUMS) di sviluppare, rifinire e mantenere la tassonomia universale dei virus.
La classificazione condivide molte caratteristiche col sistema utilizzato per gli organismi cellulari, fra cui la struttura dei taxa. Tuttavia esistono alcune differenze, come l'uso universale del corsivo per tutti i nomi dei taxa, a differenza dell'ICBN e dell'ICZN.
Dominio (-viria)
Sottodominio (-vira)
Regno (-viriae)
Sottoregno (-virites)
Phylum (-viricota)
Subphylum (-viricotina)
Classe (-viricetes)
Sottoclasse (-viricetidae)
Ordine (-virales)
Sottordine (-virineae)
Famiglia (-viridae)
Sottofamiglia (-virinae)
Genere (-virus)
Sottogenere (-virus)
Specie
Al 2011 sono stati stabiliti sei ordini: Caudovirales, Herpesvirales, Mononegavirales, Nidovirales, Picornavirales, e Tymovirales. Questi ordini comprendono virus con diversi organismi ospiti. La definizione di un ordine in genere si basa sulla considerazione che i virus appartenenti allo stesso ordine si sono probabilmente evoluti da un unico antenato comune. 
Nell'ultima versione della classificazione, pubblicata nel 2011, la maggior parte delle famiglie non è ancora inserita in alcun ordine. Sono stati definiti 21 ordini, 103 famiglie, 22 sottofamiglie, 375 generi e 2 475 specie.
I Caudovirales sono batteriofagi con DNA a doppia elica (dsDNA). Gli Herpesvirales sono grandi virus a dsDNA con ospiti eucarioti. I Mononegavirales sono virus a RNA a singolo filamento (ssRNA) negativo non segmentato, che colpiscono piante e animali. I Nidovirales sono virus a ssRNA positivo che colpiscono i vertebrati. I Picornavirales sono piccoli virus a ssRNA positivo che infettano piante e animali. I Tymovirales sono virus a ssRNA non segmentato che infettano le piante.
Tra gli ordini intercorrono anche altre differenze, per esempio i Nidovirales si differenziano per la loro caratteristica di produrre le proteine strutturali e non strutturali separatamente. 
Il nome della specie generalmente si presenta nella forma [nome della patologia provocata] virus (per esempio Hepatitis B virus).

## Classificazione di Baltimore

Schema di classificazione inventato da David Baltimore

La classificazione di Baltimore è una classificazione dei virus, proposta dal biologo David Baltimore nel 1971, che suddivide i virus in sette classi in base al loro genoma, se DNA o RNA, a singolo filamento (single strand, abbreviato ss) o a doppio filamento (double strand, abbreviato ds), a senso positivo (+) o negativo (-).
Le classi sono indicate con numeri romani. Queste classi non corrispondono necessariamente alle classi utilizzate in tassonomia, e sono spesso indicate semplicemente come "gruppi".
Altre classificazioni si basano sul tipo di ospite, sulla patologia provocata o sulla morfologia, nessuna delle quali è giudicata soddisfacente, in quanto virus diversi possono provocare la stessa malattia o apparire morfologicamente simili. Inoltre le strutture virali sono difficili da vedere al microscopio.
Classificare i virus in base al loro genoma invece significa che i virus che fanno parte della stessa categoria si comporteranno in maniera analoga, fornendo qualche indicazione su come procedere con ulteriori ricerche.
Le classi sono le seguenti:
- Classe I: Virus a DNA a doppio filamento (per esempio, Adenoviridae, Herpesviridae, Poxviridae)
- Classe II: Virus a DNA a singolo filamento (per esempio, Parvoviridae)
- Classe III: Virus a RNA a doppio filamento (per esempio, Reoviridae)
- Classe IV: Virus a RNA a singolo filamento a senso positivo (per esempio, Picornaviridae, Togaviridae, Coronaviridae)
- Classe V: Virus a RNA a singolo filamento a senso negativo (per esempio, Orthomyxoviridae, Rhabdoviridae)
- Classe VI: Virus a RNA a singolo filamento con intermedio DNA (per esempio, Retroviridae)
- Classe VII: Virus a DNA a doppio filamento con intermedio RNA (per esempio, Hepadnaviridae)

## Altre classificazioni

### Classificazione di Holmes
Holmes nel 1948 utilizzò la nomenclatura binomiale di Linneo per classificare i virus i tre gruppi riuniti in un unico ordine, Virales:
- Gruppo I: Phaginae (virus che attaccano i batteri)
- Gruppo II: Phytophaginae (virus che attaccano le piante)
- Gruppo III: Zoophaginae (virus che attaccano gli animali)

### Classificazione LHT
La classificazione LHT, così chiamata dalle iniziali dei nomi dei suoi autori, Lwoff, Horne e Tournier, è basata su caratteristiche fisiche o chimiche, quali l'acido nucleico (DNA o RNA), la simmetria (elicoidale, icosaedrica o complessa), la presenza di involucro, il diametro del capside o il numero di capsomeri.
Questa classificazione è stata approvata nel 1962 dalla Commissione per la nomenclatura provvisoria dei Virus (PNVC) dell'International Union of Microbiological Society.
- Phylum Vira (diviso in due subphyla)

- Subphylum Deoxyvira (virus a DNA)

- Classe Deoxybinala (simmetria bilaterale)

- Ordine Urovirales

- Famiglia Phagoviridae

- Classe Deoxyhelica (simmetria elicoidale)

- Ordine Chitovirales

- Famiglia Poxviridae

- Classe Deoxycubica (simmetria cubica)

- Ordine Peplovirales

- Famiglia Herpesviridae (162 capsomeri)

- Ordine Haplovirales (senza involucro)

- Famiglia Iridoviridae (812 capsomeri)
- Famiglia Adenoviridae (252 capsomeri)
- Famiglia Papiloviridae (72 capsomeri)
- Famiglia Paroviridae (32 capsomeri)
- Famiglia Microviridae (12 capsomeri)

- Subphylum Ribovira (virus a RNA)

- Classe Ribocubica (simmetria cubica)

- Ordine Togovirales

- Famiglia Arboviridae

- Ordine Lymovirales

- Famiglia Napoviridae
- Famiglia Reoviridae

- Classe Ribohelica (simmetria elicoidale)

- Ordine Sagovirales

- Famiglia Stomataviridae
- Famiglia Paramyxoviridae
- Famiglia Myxoviridae

- Ordine Rhabdovirales

- Subordine Flexiviridales

- Famiglia Mesoviridae
- Famiglia Peptoviridae

- Subordine Rigidovirales

- Famiglia Pachyviridae
- Famiglia Protoviridae
- Famiglia Polichoviridae

## Agenti simili a virus

### Viroidi
Della classificazione dei viroidi si occupa sempre L'ICTV, che li ha riuniti in due famiglie composte rispettivamente di cinque e tre generi. Per le famiglie viene utilizzato il suffisso -viroidae, mentre per i generi viene utilizzato il suffisso -viroid.
- Famiglia Pospiviroidae[7]
  - Genere Pospiviroid
  - Genere Hostuviroid
  - Genere Cocadviroid
  - Genere Apscaviroid
  - Genere Coleviroid
- Famiglia Avsunviroidae[8]
  - Genere Avsunviroid
  - Genere Pelamoviroid
  - Genere Elaviroid